# Jo Hansen
Jo Hansen (Roermond, 9 februari 1921 - Sittard, 26 juni 1984) was een Limburgse heemkundige, literator, folklorist en dichter.
Hansen studeerde Franse taal- en letterkunde in Nijmegen en was leraar aan het Sint Ursula Lyceum in Roermond. Als ongehuwde man wijdde hij zijn vrije tijd aan het gemeenschapsleven in Roermond, de bevordering van de Roermondse en Limburgse cultuur en taal, rooms-katholieke devotie en dichtkunst. Tijdens zijn leven groeide hij uit tot een in zijn geboortestad en in Limburg bekende persoonlijkheid die niet aflatend zijn liefde voor de Limburgse cultuur en het Limburgs dialect heeft uitgedragen.
Hij was voorzitter, later moderator, van de Roermondse jeugdbeweging Eucharistische Kruistocht en organiseerde tal van culturele evenementen en reizen. Hij speelde een verbindende rol in het Roermondse carnavalsleven als Vorst van Remunj. Hij vierde niet zijn verjaardag, maar zijn naamfeest op het feest van Sint Jozef, 19 maart, waarbij het Roermondse verenigingsleven massaal aanwezig was.
Jo Hansen ligt begraven op het kerkhof 'Tussen de Bergen' in Roermond.

## Eerbetoon
Hansen ontving diverse onderscheidingen. Zo werd hij benoemd tot ridder in de Orde van Oranje-Nassau en ridder in de Orde van Sint-Gregorius de Grote. Hij verkreeg de Benediktpreis van de Stadt Mönchengladbach en de erepenning van de Culturele Raad Limburg. De Samewirkende Limburgse Vastelaovesvereniginge kenden hem de Orde van de Gulden Humor toe, de hoogste Limburgse carnavalsonderscheiding.
In Roermond is een Jo Hansenstraat. In het stadspark in de Voogdijstraat te Roermond hangt een bronzen beeltenis van Jo Hansen.
In 1987 werd op gezamenlijk initiatief van de Vereniging Veldeke Limburg en de Stichting EK/CS de Stichting Jo Hansenprijs opgericht. De Stichting kent driejaarlijks de Jo Hansenprijs voor Volkscultuur toe aan een vereniging, instelling of persoon die zich bijzonder verdienstelijk heeft gemaakt op het gebied van de Limburgse volkscultuur.